# Flynn-Gletscher
Der Flynn-Gletscher ist ein rund 15 km langer Gletscher in der antarktischen Ross Dependency. Er fließt, vom Mount Nares in den Churchill Mountains in östlicher Richtung  zum Starshot-Gletscher, den er südlich des Kelly-Plateaus erreicht. 
Das Advisory Committee on Antarctic Names benannte ihn 1965 nach Commander William F. Flynn von der United States Navy, dem Leiter des mobilen Aufbaubattalions der Spezialeinheit Bravo auf der McMurdo-Station im Winter 1957.